# Крайній Лев Олександрович
Крайній Лев Олександрович (справжнє ім'я Карпіловський Вольф-Лейба Айзикович; 3 травня 1889, Рівне — 1943, Казахстан
) — редактор-видавець, прокурор ДПУ–НКВС УСРР.

## Життєпис
Народився в Рівному. Навчався в початковому училищі, згодом екстерном закінчив реальне училище. 1905–07 входив до осередку партії сіоністів-соціалістів у Рівному, 1912–14 був редактором-видавцем газети «Юго-Западная Волынь». З 1915 року — в Києві, 1916–17 — редактор газети «Новости полудня», 1917 року — редактор газети «Вечерние новости». 1919 року — редактор газети «Красный меч» Політвідділу військ ВУЧК, слідчий у Харківській і Київській ЧК, у травні–грудні 1920 року працював у Харківському губернському ЧК, з грудня 1920 року до грудня 1921 року — голова колегії обвинувачів Харківського губернського революційного трибуналу, виступав обвинувачем у кількох процесах. 1921–22 — двічі виключений з КП(б)У. Був відновлений зі стажем, починаючи з 10 грудня 1922 року, однак сам писав, що має партійний стаж з 1920 року. 1922–23 працював на канатному заводі імені Г. Петровського в Харкові. З грудня 1923 року — у Прокуратурі УСРР, прокурор ДПУ–НКВС УСРР, помічник Генерального прокурора УСРР у спецсправах. Працював у тісному контакті з керівництвом органів ДПУ–НКВС УСРР, причетний до фабрикації багатьох справ, арештів, здійснення політичного терору, інших акцій комуністичного режиму. Автор книги «Лицо врага» (1930). 14 квітня 1937 року виключений з КП(б)У. Обвинувачений у «редагуванні буржуазних газет» і приховуванні фактів біографії. Заарештований влітку 1937 року. Рішенням Особливої наради при наркомі внутрішніх справ СРСР від 1 грудня 1937 року засуджений до п'яти років заслання, яке відбував у Казахстані. 1–2 березня 1943 року знову засуджений Північноказахстанським судом до семи років виправно-трудових робіт. У травні 1943 року достроково звільнений через хворобу.
Помер у Казахстані.
Реабілітований постановою Президії Верховного суду Казахської РСР 30 листопада 1957 року і висновком Судової колегії в кримінальних справах Верховного суду УРСР від 28 лютого 1958 року.